# Porthesaroa lithoides
Porthesaroa lithoides är en fjärilsart som beskrevs av Collenette 1936. Porthesaroa lithoides ingår i släktet Porthesaroa och familjen tofsspinnare. Inga underarter finns listade i Catalogue of Life.